# Houten
Houten és un municipi de la província d'Utrecht, al centre dels Països Baixos. L'1 de gener de 2009 tenia 47.497 habitants repartits per una superfície de 58,98 km² (dels quals 3,49 km² corresponen a aigua).

## Centres de població
- Houten (38.062 h.)
- 't Goy (606 h el 2002)
- Schalkwijk (1.946 h.)
- Tull en 't Waal (665 h.)

## Ajuntament
El consistori municipal consta de 27 membres, format des del 2006 per:
- PvdA, 7 regidors
- CDA, 5 regidors
- VVD, 4 regidors
- GroenLinks, 3 regidors
- ChristenUnie, 2 regidors
- Houten Belang, 2 regidors
- Inwonerspartij Toekomst Houten, 2 regidors
- Demòcrates 66, 1 regidor
- SGP, 1 regidor